# Neuer Höfinghoff

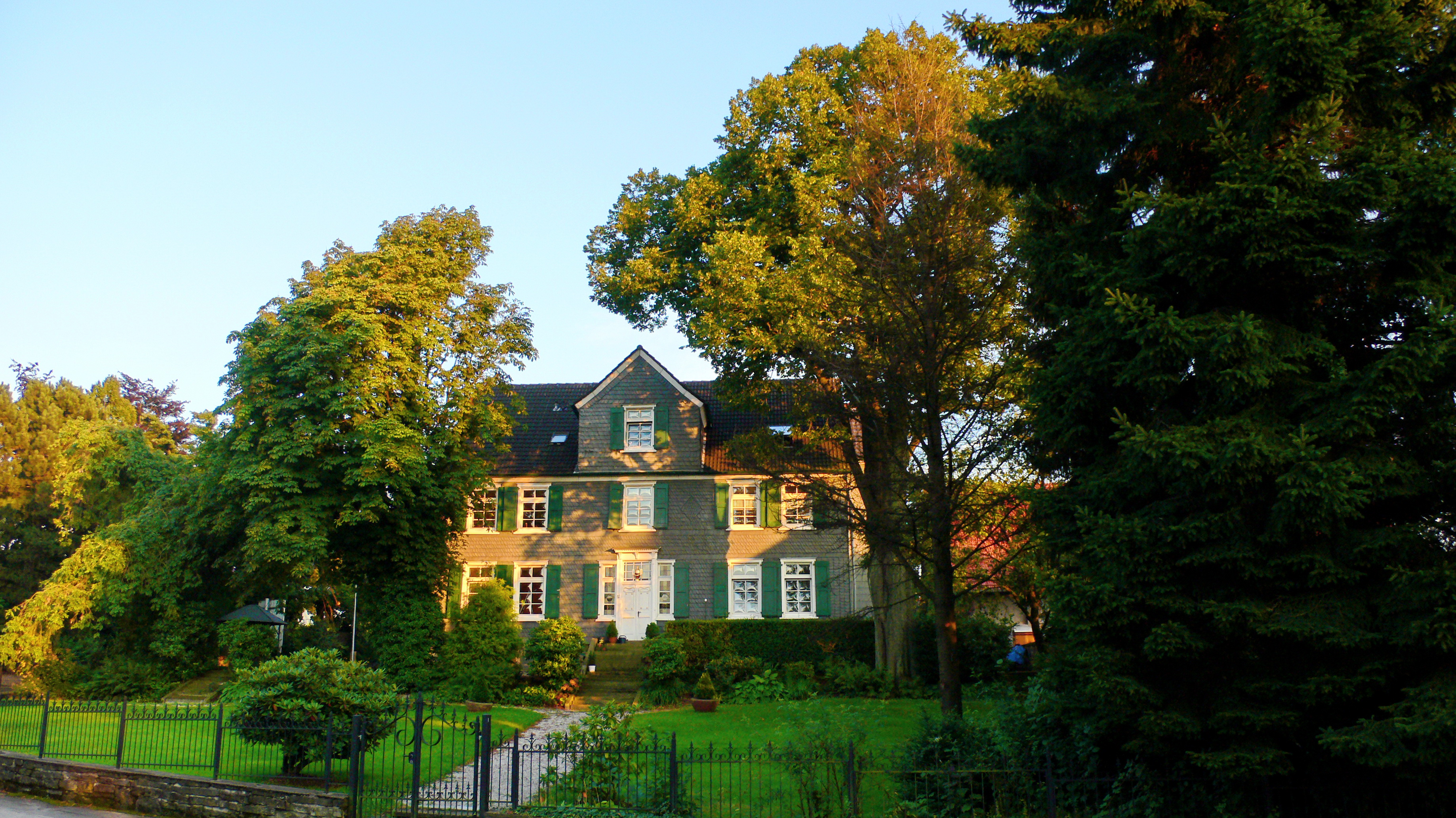
Neuer Höfinghoff (August 2007)

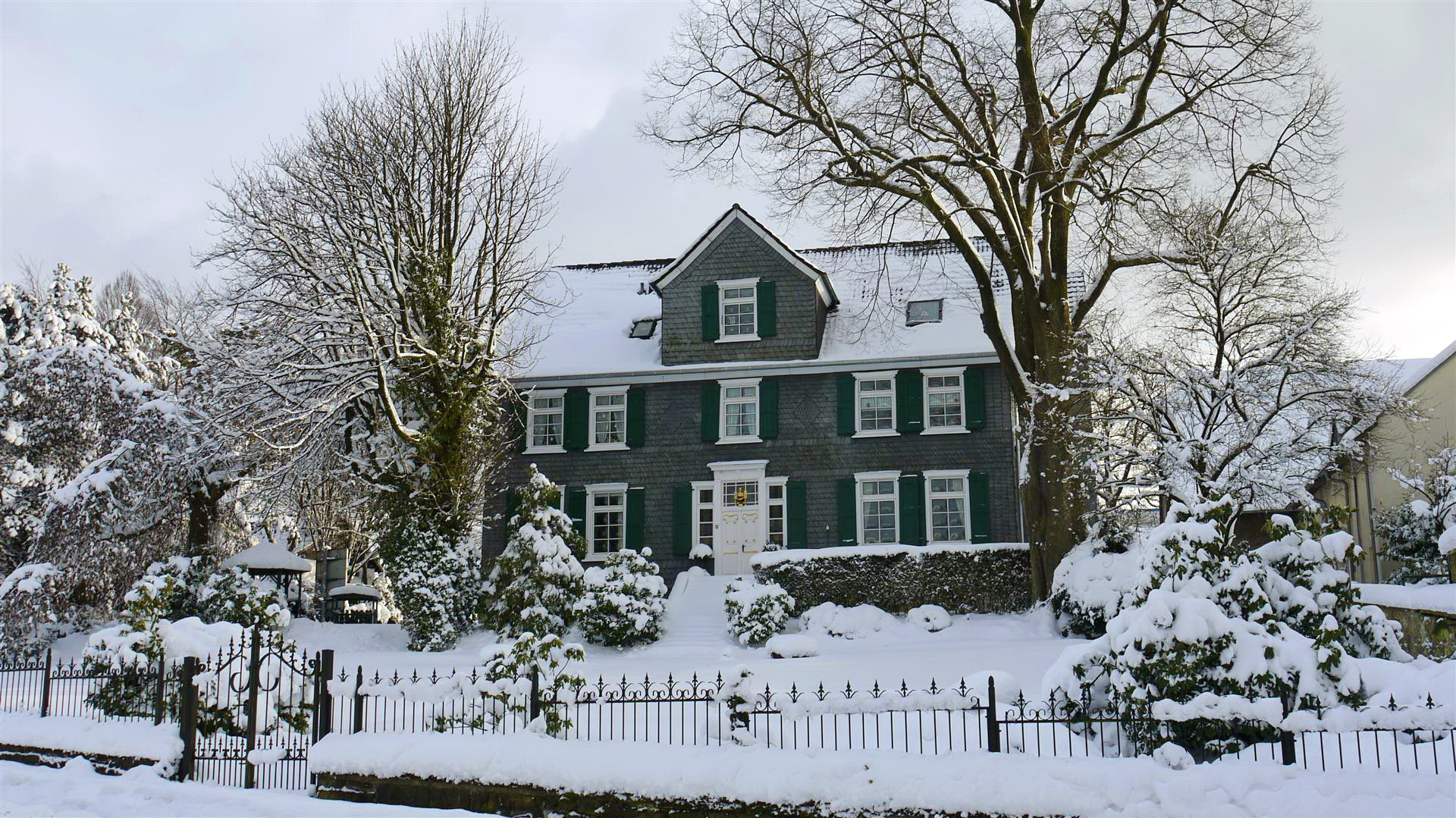
Neuer Höfinghoff (Dezember 2010)

Der Neue Höfinghoff, postalische Anschrift Lindenstraße 56, ist ein denkmalgeschütztes Wohnhaus im Ennepetaler Ortsteil Voerde. Es wurde 1803 errichtet.

## Beschreibung
Das Gebäude ist ein Fachwerkhaus mit Schieferdeckung, Holzsprossenfenster und bergisch-grünen Schlagläden. Es liegt am Ende der Lindenstraße leicht erhöht außerhalb des Voerder Ortszentrums. Die Straßenfront mit mittigen Hauseingang und darüberliegenden Zwerchhaus ist repräsentativ ausgeführt und ein typisches Beispiel für ein Bergisch-Märkisches Bürgerhaus. Der Hauseingang besitzt links und rechts Dielenfenster, ein Oberlicht, eine zweiflügelige, geschnitzte Haustür und eine Wappendarstellung.